# Конти, Джакомо
Джакомо Конти (итал. Giacomo Conti, 24 июня 1918 — 8 июля 1992) — итальянский бобслеист, разгоняющий, выступавший за сборную Италии в конце 1950-х годов. Чемпион зимних Олимпийских игр 1956 года в Кортина-д’Ампеццо.

## Биография
Джакомо Конти родился 24 июня 1918 года. Будучи по профессии пилотом военной авиации, достаточно мало внимания уделял спорту, принимая участие в основном только в тех соревнованиях, которые проходили на домашней трассе в Кортина-д’Ампеццо, и только когда появлялось свободное от службы время. После назначения этого города следующим центром проведения Олимпийских игр, стал усиленно тренироваться, намереваясь поучаствовать здесь и непременно победить. Как результат, вместе с пилотом Ламберто далла Костой, тоже лётчиком, завоевал золотую медаль в программе двухместных экипажей, опередив двойку легендарного в будущем соотечественника Эудженио Монти.
Лучший результат на чемпионатах мира показал в 1957 году, когда на трассе в швейцарском Санкт-Морице приехал в двойках четвёртым. Вскоре после этих состязаний принял решение завершить карьеру профессионального спортсмена, уступив место молодым итальянским бобслеистам. Помимо спортивных успехов добился также значительного признания как военный, имеет несколько наград за участие во Второй мировой войне, ушёл на пенсию в звании майора авиации. 
Умер 8 июля 1992 в возрасте 74 лет.